# National Treasure
National Treasure (bra: A Lenda do Tesouro Perdido; prt: O Tesouro) é um filme de aventura estadunidense de 2004 lançado pela Walt Disney Pictures. Foi escrito por Jim Kouf e Cormac e Marianne Wibberley, produzido por Jerry Bruckheimer e dirigido por Jon Turteltaub. É o primeiro filme da série de filmes National Treasure e é estrelado por Nicolas Cage, Harvey Keitel, Jon Voight, Diane Kruger, Sean Bean, Justin Bartha e Christopher Plummer.
Cage interpreta Benjamin Franklin Gates, historiador e criptologista amador que procura um tesouro perdido de metais preciosos, jóias, obras de arte e outros artefatos que foram acumulados em um enorme estoque e eventualmente ocultados pelos maçons americanos durante a Guerra Revolucionária Americana. Um mapa codificado na parte de trás da Declaração de Independência aponta para a localização do "tesouro nacional", mas Gates não está sozinho em sua busca. Quem puder roubar a Declaração e decodificá-la primeiro encontrará o maior tesouro da história americana.
National Treasure foi lançado mundialmente em 19 de novembro de 2004. O filme recebeu críticas mistas dos críticos de cinema, mas foi um sucesso de bilheteria, arrecadando mais de 347 milhões de dólares em todo o mundo.
Uma sequência, intitulada National Treasure: Book of Secrets, foi lançada em 21 de dezembro de 2007.

## Sinopse
Benjamin Franklin Gates é um historiador estadunidense, criptologista e caçador de tesouros. Quando criança, seu avô, John Adams Gates, contou-lhe uma história de que Charles Carroll de Carrollton, transmitiu um segredo a seu ancestral em 1832, sobre um lendário tesouro retirado de impérios antigos ao longo da história, descoberto pelos Cavaleiros Templários e posteriormente protegido pelos maçons. O tesouro acabaria por ser escondido na América pelos Pais Fundadores dos Estados Unidos. A pista que leva ao tesouro é a frase "O segredo está com Charlotte". Enquanto Ben é convencido pela história, seu pai cético, Patrick, descarta isso como um absurdo.
Trinta anos depois, Ben lidera uma expedição com Ian Howe e seu amigo, Riley Poole, um especialista em computadores, para encontrar o Charlotte, um navio perdido no Ártico, que detém a primeira pista para encontrar o tesouro nacional. Depois de muitos esforços, eles encontram um cachimbo Meerschaum, que tem uma pista na forma de um enigma, o que implica que a próxima pista está na Declaração de Independência. Quando Ian sugere que eles roubem, Ben se opõe, causando uma briga, resultando em um grande incêndio alimentado por pólvora, e o grupo se divide em dois. Ian e seus homens escapam do navio, enquanto Ben e Riley se escondem pouco antes de o navio explodir.
Ben e Riley retornam a Washington, D. C., e relatam o possível roubo da Declaração ao FBI e à Dra. Abigail Chase, do Arquivo Nacional, mas ambos negam provimento ao pedido. Ben decide roubar o documento ele mesmo da sala de preservação dos Arquivos durante um evento de gala. Obtendo as impressões digitais de Abigail, Ben obtém a Declaração com sucesso, mas é avistado pelo grupo de Ian no momento em que eles a roubam. Ben tenta sair pela loja de souvenirs mas precisa comprar a Declaração quando o funcionário a confunde com uma cópia de lembrança; não tendo dinheiro suficiente na mão na época, Ben paga com cartão de crédito. Abigail, suspeitando que algo está errado, persegue Ben e pega de volta o documento. Ian a seqüestra, mas Ben e Riley resgatam Abigail, enganando Ian, deixando para trás uma cópia da Declaração. O agente do FBI Sadusky começa a rastrear Ben, usando as informações do cartão de crédito de Ben.
Incapaz de voltar para casa, o trio vai para a casa de Patrick para ficarem escondidos. Patrick tenta convencer Ben de que o tesouro é um mito, que Ben descarta. O trio estuda a Declaração e descobre um código Ottendorf escrita em tinta invisível. Com a ajuda do suco de limão e um pouco de calor de um secador de cabelo, eles descobrem que o código oculto se refere às cartas de Mrs. Silence Dogood, escritas por Benjamin Franklin com este pseudônimo a seu irmão, James Franklin, para o jornal The New-England Courant, que Patrick possuía anteriormente, mas doou para o Instituto Franklin. Usando um estudante para adquirir as palavras-chave das letras, Ben, Riley e Abigail descobrem uma mensagem apontando para a torre sineira do Independence Hall, onde o Sino da Liberdade uma vez ficou. Infelizmente, Ian e seus homens também conseguem encontrar e questionar o aluno e seguir a nova liderança. Seguindo o ponto na parede oposta da casa do sino, onde a sombra projetava exatamente às 14h22 do mesmo dia, Ben encontra um esconderijo contendo um par de óculos com várias lentes coloridas inventadas por Benjamin Franklin, que, quando usado para ler o verso da Declaração, revela uma pista apontando para o símbolo da Igreja da Trindade, localizada entre Wall Street e Broadway na cidade de Nova Iorque.
O grupo é perseguido pelos associados de Ian. Ben é preso pelo FBI, Abigail e Riley perdem a Declaração para Ian. No entanto, Abigail convence Ian a ajudá-los a resgatar Ben em troca da próxima pista. Ian concorda, organizando uma reunião no USS Intrepid, onde eles ajudam Ben a fugir do FBI.
Ian retorna a Declaração e pede a próxima pista, mas quando Ben permanece calado, Ian revela que sequestrou Patrick como refém. Eles entram na Igreja da Trindade, onde se sentam e estudam a parte de trás da Declaração de Independência, usando as diferentes lentes que resultam na descoberta de uma passagem subterrânea conhecida como Parkington Lane, mas parece levar a um beco sem saída, iluminado por uma solitária lanterna. Patrick afirma que está fazendo referência ao passeio da meia-noite de Paul Revere, apontando Ian para a Old North Church em Boston. Ian deixa Gates preso na câmara para morrer, indo para Boston. Patrick revela que a pista era uma farsa e entra na sala do tesouro usando as pistas que eles reuniram em sua jornada, mas parece saqueada. Depois eles encontram um entalhe no qual o cachimbo Meerschaum se encaixa e abrem uma grande câmara contendo o tesouro e escapam pela saída dos fundos. Ben entra em contato com Sadusky e acha que ele é um maçom moderno pelo selo em seu anel, entregando a Declaração e a localização do tesouro em troca de clemência. Ian e seus homens são presos mais tarde quando Ben avisa o FBI.
Mais tarde, Ben e Abigail começaram um relacionamento. Enquanto isso, Riley está chateado porque Ben recusou a taxa de 10% para o tesouro, mas aceitou uma quantia muito menor de apenas 1%, o que ainda lhes rendeu uma riqueza significativa. Enquanto Riley se afasta em uma Ferrari de Ben, e a casa recém-comprada de Abigail, Abigail dá a Ben um mapa do tesouro. Quando Ben pergunta a ela onde o mapa leva, Abigail simplesmente responde: "Você vai descobrir".

## Elenco
- Nicolas Cage como Benjamin Franklin Gates:[17]
um caçador de tesouros e criptologista americano.
- Sean Bean como Ian Howe:
um empresário e caçador de tesouros que é ex-amigo de Benjamin Gates.[18]
- Harvey Keitel como Agente Peter Sadusky:
um agente especial do FBI encarregado do roubo da Declaração de Independência.
- Jon Voight como Patrick Henry Gates:
um ex-caçador de tesouros e pai de Benjamin Gates.
- Justin Bartha como Riley Poole:
especialista em computadores sarcástico e melhor amigo de Benjamin Gates.
- Diane Kruger como Dr. Abigail Chase:
arquivista do Arquivo Nacional que ajuda Benjamin Gates na caça ao tesouro.
- Christopher Plummer como John Adams Gates:
o pai de Patrick Gates e o avô de Benjamin Gates.
- Hunter Gomez como jovem Benjamin Gates
- Jack Koenig como jovem Charles Carroll

Além disso, David Dayan Fisher aparece como Shaw, Stewart Finlay-McLennan como Powell, Oleg Taktarov como Victor Shippen, e Stephen Pope como Phil McGregor (todos os quatro são capangas de Ian); Annie Parisse, Mark Pellegrino, Armando Riesco, e Erik King interpretam os agentes Johnson, Dawes, Hendricks, e Colfax, respectivamente. Jason Earles interpreta Thomas Gates.

## Produção

### Desenvolvimento
No início de 1999, foi revelado que Jon Turteltaub estava desenvolvendo National Treasure com base em uma ideia desenvolvida por Oren Aviv e Charles Segars em 1997, com o roteiro escrito por Jim Kouf. Em 2001, o projeto foi realocado para a Touchstone Pictures.

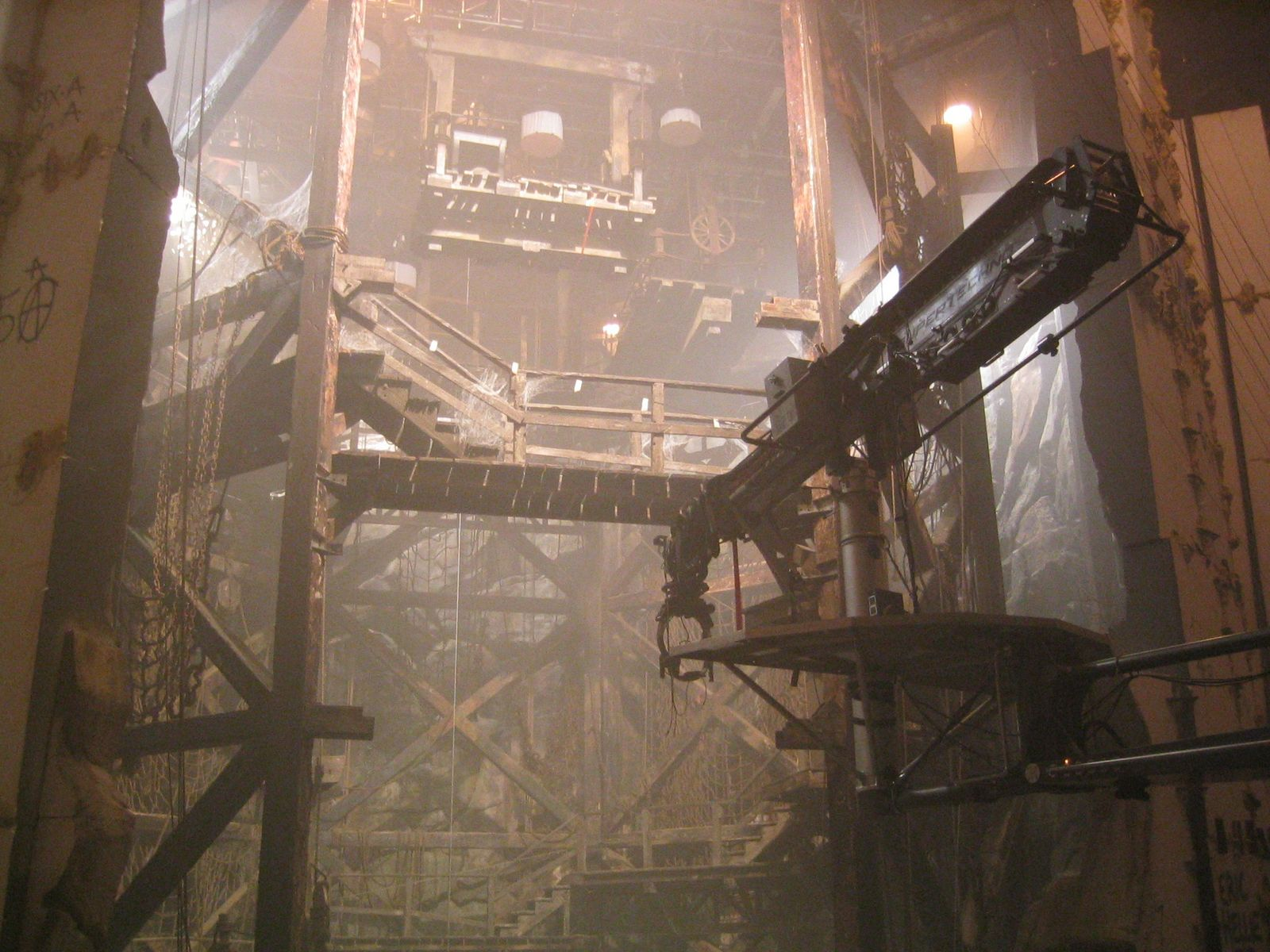
Cenário para as câmaras subterrâneas sob a Igreja da Trindade

Em maio de 2003, Nicolas Cage foi escalado para protagonizar o filme. Novos rascunhos foram escritos por nove escritores, incluindo Cormac e Marianne Wibberley, E. Max Frye e Jon Turteltaub. Em outubro, Sean Bean foi escalado.

## Locações
National Treasure foi filmado principalmente em Washington, Nova Iorque, Filadélfia e Utah. A maioria das cenas foi filmada no local, com as exceções da cena do Independence Hall, que foi filmada na réplica do Independence Hall, na Knott's Berry Farm, e a cena do Ártico, que foi filmada em Utah.

## Trilha sonora
Todas as letras escritas por Trevor Rabin. 
| N.º | Título                         | Duração |  |
| 1.  | "National Treasure Suite"      | 3:17    |  |
| 2.  | "Ben"                          | 4:03    |  |
| 3.  | "Finding Charlotte"            | 1:04    |  |
| 4.  | "Library of Congress"          | 2:27    |  |
| 5.  | "Preparation Montage"          | 4:53    |  |
| 6.  | "Arrival at National Archives" | 1:54    |  |
| 7.  | "The Chase"                    | 4:22    |  |
| 8.  | "Declaration of Independence"  | 1:43    |  |
| 9.  | "Foot Chase"                   | 3:34    |  |
| 10. | "Spectacle Discovery"          | 3:18    |  |
| 11. | "Interrogation"                | 4:30    |  |
| 12. | "Treasure"                     | 3:39    |  |

## Recepção

### Bilheteria
National Treasure ganhou US$ 11 milhões em seu dia de abertura nos Estados Unidos, à frente de The SpongeBob SquarePants Movie (que ganhou US$ 9.559.752). Ele arrecadou um total combinado de US$ 35.142.554 durante seu fim de semana de abertura, em 3.017 cinemas, com média de US$ 11.648 por local, novamente à frente do filme The SpongeBob SquarePants Movie. O filme teve o melhor fim de semana de abertura de um filme da Disney lançado em novembro, até ser superado por Chicken Little em 2005. Ele se manteve no primeiro lugar por três fins de semana. O filme foi encerrado em 2 de junho de 2005, com um valor bruto doméstico de US$ 173.008.894, enquanto ganha US$ 174.503.424 internacionalmente. Em todo o mundo, National Treasure arrecadou mais de US$ 347.512.318, em um orçamento de US$ 100 milhões.

### Resposta da crítica
O filme recebeu críticas mistas dos críticos, alguns dos quais o elogiaram como uma aventura familiar divertida e direta, enquanto outros ridicularizaram suas inúmeras implausibilidades e reviravoltas inacreditáveis. O filme possui atualmente um índice de aprovação de 46% no Rotten Tomatoes com base em 177 críticas, com uma classificação média de 5,3/10. O consenso do site diz: "National Treasure não é um tesouro, mas é um passeio divertido para quem pode perdoar sua trama altamente improvável". Em Metacritic, o filme tem uma pontuação de 39 em 100, baseado em 35 críticos, indicando "críticas geralmente desfavoráveis". As audiências consultadas pelo CinemaScore deram ao filme uma nota média de "A−" na escala A+ a F.
Roger Ebert deu a National Treasure duas estrelas (em quatro), chamando-o "tão bobo que a versão Monty Python poderia usar o mesmo roteiro, linha por linha". Acadêmico David Bordwell manifestou um gosto para o filme, colocando-o na tradição dos filmes de aventura infantil da Walt Disney Pictures dos anos 50, e usando-o como base para um ensaio sobre transições de cenas no cinema clássico de Hollywood.

## Lançamentos de vídeos domésticos
Uma edição especial para colecionadores, conjunto de dois discos em DVD do filme, foi lançado em 18 de dezembro de 2007. O conjunto apresenta cenas excluídas e conteúdo bônus.

### Disco Blu-ray
Walt Disney Studios Home Entertainment lançou versões em Blu-ray Disc de National Treasure e sua sequência, National Treasure: Book of Secrets, em 20 de maio de 2008.

## Sequências

### National Treasure: Book of Secrets
Embora o comentário em DVD tenha declarado que não havia planos para uma sequência, a bilheteria do filme, com US$347,5 milhões inesperados em todo o mundo, justificava um segundo filme, que recebeu luz verde em 2005. National Treasure: Book of Secrets foi lançado em 21 de dezembro de 2007.

### National Treasure 3
Em 2008, o diretor Jon Turteltaub disse que a equipe de filmagem levaria seu tempo para outra sequência de National Treasure, mas a Disney já registrou os domínios para NationalTreasure3.com e NationalTreasure4.com. Apesar de o segundo filme terminou com a pergunta sobre a página 47 de livro de segredos do Presidente, Turteltaub respondeu em uma entrevista coletiva que a ideia não foi gravada na pedra como base para a National Treasure 3. Em outubro de 2013, Turteltaub confirmou que o estúdio, ele próprio, o produtor Jerry Bruckheimer e os atores, todos querem fazer o terceiro filme, dizendo: "Queremos fazer o filme, a Disney quer fazer o filme. Estamos apenas tendo o maior tempo para escrever. Aposto que dentro de dois anos estaremos filmando esse filme. Diria que estamos na metade do caminho". Em maio de 2016, Nicolas Cage confirmou que o filme ainda estava em processo de escrita, e em julho de 2018, Turtletaub reiterou que um roteiro para um possível terceiro filme estava "próximo", mas a Disney ainda não foi completamente convencida pela ideia.